# Rallye Irland 2009
Die 4. Rallye Irland war der erste Lauf zur Rallye-Weltmeisterschaft 2009 und wurde zwischen dem 30. Januar und dem 1. Februar ausgetragen. Sie war auch der erste Lauf der Junior World Rally Championship (JWRC). Bei der Stadt Sligo war der Service-Park eingerichtet. Die Wertungsprüfungen wurden im Nordwesten von Nordirland und der Republik Irland gefahren auf Asphaltstraßen.

## Bericht
In Irland regnete es und Aquaplaning machte das Fahren zu einer gefährlichen Angelegenheit für die Piloten. Außerdem beschlugen die Scheiben immer wieder. Einer der mit den schlechten Bedingungen gut zurechtkam war Sébastien Loeb (Citroën). Loeb hatte bereits nach 11 Wertungsprüfungen auf Teamkollege Dani Sordo einen Vorsprung von über 1:12 Minuten. An dieser Reihenfolge änderte sich nichts mehr bis zum Ende der Rallye. Auf Rang drei beendete Ford-Pilot Mikko Hirvonen die Rallye Irland. Sein Rückstand auf Loeb betrug am Ende über 2:07 Minuten, auf Sordo fehlten ihm 39,9 Sekunden.
Aaron Burkart (Suzuki) holte sich den Sieg in der Klasse JWRC. Burkhart war von einem Citroën C2 S1600 auf einen Suzuki Swift S1600 umgestiegen zur Saison 2009. Zunächst lieferte er sich einen engen Kampf mit Hans Weijs, der aber nach einem Unfall ausfiel. Von da an musste Burkart seinen Vorsprung nur noch verwalten. Am Ende hatte er einen Vorsprung von 47,3 Sekunden auf den zweitplatzierten Martin Prokop.

## Klassifikationen

### Endresultat
| Pos    | Fahrer            | Beifahrer         | Auto               | Zeit      | Rückstand | Punkte |
| WRC    | WRC               | WRC               | WRC                | WRC       | WRC       | WRC    |
| ------ | ----------------- | ----------------- | ------------------ | --------- | --------- | ------ |
| 1      | Sébastien Loeb    | Daniel Elena      | Citroën C4 WRC     | 2:48:25.7 | 00:00.0   | 10     |
| 2      | Dani Sordo        | Marc Marti        | Citroën C4 WRC     | 2:49:53.6 | 01:27.9   | 8      |
| 3      | Mikko Hirvonen    | Jarmo Lehtinen    | Ford Focus RS WRC  | 2:50:33.5 | 02:07.8   | 6      |
| 4      | Henning Solberg   | Cato Menkerud     | Ford Focus RS WRC  | 2:54:58.1 | 06:32.4   | 5      |
| 5      | Chris Atkinson    | Stéphane Prévot   | Citroën C4 WRC     | 2:56:17.6 | 07:51.9   | 4      |
| 6      | Sébastien Ogier   | Julien Ingrassia  | Citroën C4 WRC     | 2:59:09.7 | 10:44.0   | 3      |
| 7      | Matthew Wilson    | Scott Martin      | Ford Focus RS WRC  | 2:59:49.5 | 11:23.8   | 2      |
| 8      | Khalid Al-Qassimi | Michael Orr       | Ford Focus RS WRC  | 3:02:33.6 | 14:07.9   | 1      |
| JWRC   |                   |                   |                    |           |           |        |
| 1 (16) | Aaron Burkart     | Michael Kölbach   | Suzuki Swift S1600 | 3:16:41.5 | 00:00.0   | 10     |
| 2 (17) | Martin Prokop     | Jan Tománek       | Citroën C2 S1600   | 3:17:28.8 | 00:47.3   | 8      |
| 3 (19) | Simone Bertolotti | Luca Celestini    | Suzuki Swift S1600 | 3:25:41.6 | 09:00.1   | 6      |
| 4 (20) | Yoann Bonato      | Benjamin Boulloud | Suzuki Swift S1600 | 3:29:47.7 | 13:06.2   | 5      |
| 5 (22) | Kevin Abbring     | Erwin Mombaerts   | Renault Clio S1600 | 3:34:19.5 | 17:38.0   | 4      |
| 6 (25) | Luca Griotti      | Corrado Bonato    | Renault Clio S1600 | 3:43:49.9 | 27:08.4   | 3      |

### Wertungsprüfungen
| Tag                                | WP                                 | Name            | Länge    | Start MEZ      | Gewinner           | Beifahrer         | Auto              | Zeit     | Ø km/h   | Leader             |
| ---------------------------------- | ---------------------------------- | --------------- | -------- | -------------- | ------------------ | ----------------- | ----------------- | -------- | -------- | ------------------ |
| Tag 1 (30. Jan.)                   | WP1                                | Glenboy 1       | 22,25 km | 09.13          | Jari-Matti Latvala | Miikka Anttila    | Ford Focus RS WRC | 12:44.0  | 104,8    | Jari-Matti Latvala |
| Tag 1 (30. Jan.)                   | WP2                                | Cavan 1         | 15,09 km | 10:01          | Sébastien Loeb     | Daniel Elena      | Citroën C4 WRC    | 08:31.5  | 106,2    | Urmo Aava          |
| Tag 1 (30. Jan.)                   | WP3                                | Aughnasheelan 1 | 25,19 km | 10:42          | Sébastien Loeb     | Daniel Elena      | Citroën C4 WRC    | 14:35.2  | 103,6    | Urmo Aava          |
| Tag 1 (30. Jan.)                   | Service Sligo, 12:44 Uhr (30 Min.) |                 |          |                |                    |                   |                   |          |          | Urmo Aava          |
| Tag 1 (30. Jan.)                   | WP4                                | Glenboy 2       | 22,25 km | 14:02          | Sébastien Loeb     | Daniel Elena      | Citroën C4 WRC    | 11:37.4  | 114,9    | Sébastien Loeb     |
| Tag 1 (30. Jan.)                   | WP5                                | Cavan 2         | 15,09 km | 14:50          | Sébastien Loeb     | Daniel Elena      | Citroën C4 WRC    | 07:40.5  | 118,0    | Sébastien Loeb     |
| Tag 1 (30. Jan.)                   | WP6                                | Aughnasheelan 2 | 25,19 km | 15:31          | Sébastien Loeb     | Daniel Elena      | Citroën C4 WRC    | 13:44.6  | 110,0    | Sébastien Loeb     |
| Tag 1 (30. Jan.)                   | Service Sligo, 17:36 Uhr (30 Min.) |                 |          |                |                    |                   |                   |          |          | Sébastien Loeb     |
| Tag 1 (30. Jan.)                   | WP7                                | Murley          | 24,70 km | 19:54          | abgesagt           | abgesagt          | abgesagt          | abgesagt | abgesagt | Sébastien Loeb     |
| Tag 1 (30. Jan.)                   | WP8                                | Fardross        | 14,77 km | 20:39          | abgesagt           | abgesagt          | abgesagt          | abgesagt | abgesagt | Sébastien Loeb     |
| Tag 1 (30. Jan.)                   | Service Sligo, 22:39 Uhr (45 Min.) |                 |          |                |                    |                   |                   |          |          | Sébastien Loeb     |
| Tag 2 (31. Jan.)                   |                                    |                 |          |                |                    |                   |                   |          |          | Sébastien Loeb     |
| Service Sligo, 07:25 Uhr (15 Min.) |                                    |                 |          |                |                    |                   |                   |          |          | Sébastien Loeb     |
| WP9                                | Sloughan Glen 1                    | 27,76 km        | 09:13    | Sébastien Loeb | Daniel Elena       | Citroën C4 WRC    | 14:43.3           | 113,1    |          | Sébastien Loeb     |
| WP10                               | Ballinamallard 1                   | 25,46 km        | 10:06    | Sébastien Loeb | Daniel Elena       | Citroën C4 WRC    | 13:02.1           | 117,2    |          | Sébastien Loeb     |
| WP11                               | Tempo, County Fermanagh 1          | 13,46 km        | 10:49    | Sébastien Loeb | Daniel Elena       | Citroën C4 WRC    | 07:33.1           | 106,9    |          | Sébastien Loeb     |
| Service Sligo, 12:54 Uhr (30 Min.) |                                    |                 |          |                |                    |                   |                   |          |          | Sébastien Loeb     |
| WP12                               | Sloughan Glen 2                    | 27,76 km        | 14:57    | Mikko Hirvonen | Jarmo Lehtinen     | Ford Focus RS WRC | 14:33.9           | 114,4    |          | Sébastien Loeb     |
| WP13                               | Ballinamallard 2                   | 25,46 km        | 15:50    | Sébastien Loeb | Daniel Elena       | Citroën C4 WRC    | 12:51.4           | 118,8    |          | Sébastien Loeb     |
| WP14                               | Tempo, County Fermanagh 2          | 13,46 km        | 16:33    | Sébastien Loeb | Daniel Elena       | Citroën C4 WRC    | 07:30.1           | 107,7    |          | Sébastien Loeb     |
| Service Sligo, 18:18 Uhr (45 Min.) |                                    |                 |          |                |                    |                   |                   |          |          | Sébastien Loeb     |
| Tag 3 (1. Feb.)                    |                                    |                 |          |                |                    |                   |                   |          |          | Sébastien Loeb     |
| Service Sligo, 08:40 Uhr (15 Min.) |                                    |                 |          |                |                    |                   |                   |          |          | Sébastien Loeb     |
| WP15                               | Geevagh                            | 11,48 km        | 09:35    | Mikko Hirvonen | Jarmo Lehtinen     | Ford Focus RS WRC | 06:11.3           | 111,3    |          | Sébastien Loeb     |
| WP16                               | Arigna                             | 10,88 km        | 10:00    | Sébastien Loeb | Daniel Elena       | Citroën C4 WRC    | 06:03.6           | 107,7    |          | Sébastien Loeb     |
| WP17                               | Lough Gill                         | 13,51 km        | 10:51    | Mikko Hirvonen | Jarmo Lehtinen     | Ford Focus RS WRC | 06:27.0           | 125,7    |          | Sébastien Loeb     |
| Service Sligo, 11:41 Uhr (30 Min.) |                                    |                 |          |                |                    |                   |                   |          |          | Sébastien Loeb     |
| WP18                               | Donegal Bay                        | 14,47 km        | 13:09    | Mikko Hirvonen | Jarmo Lehtinen     | Ford Focus RS WRC | 08:09.7           | 106,4    |          | Sébastien Loeb     |
| WP19                               | Donegal Town                       | 1,50 km         | 14:10    | Mikko Hirvonen | Jarmo Lehtinen     | Ford Focus RS WRC | 01:08.1           | 79,3     |          | Sébastien Loeb     |
| Service Sligo, 15:33 Uhr (10 Min.) |                                    |                 |          |                |                    |                   |                   |          |          | Sébastien Loeb     |

### Gewinner Wertungsprüfungen
| WP               | Anzahl | Fahrer             | Auto              |
| ---------------- | ------ | ------------------ | ----------------- |
| 2–11, 13, 14, 16 | 11     | Sébastien Loeb     | Citroën C4 WRC    |
| 12, 15, 17–19    | 5      | Mikko Hirvonen     | Ford Focus RS WRC |
| 1                | 1      | Jari-Matti Latvala | Ford Focus RS WRC |

### Fahrer-WM nach der Rallye
| Pos. | Fahrer          | Punkte |
| ---- | --------------- | ------ |
| 1    | Sébastien Loeb  | 10     |
| 2    | Dani Sordo      | 8      |
| 3    | Mikko Hirvonen  | 6      |
| 4    | Henning Solberg | 5      |
| 5    | Chris Atkinson  | 4      |

### Team-Weltmeisterschaft
| Pos. | Team                | Punkte |
| ---- | ------------------- | ------ |
| 1    | Citroën WRT         | 18     |
| 2    | Ford WRT            | 8      |
| 3    | Stobart WRT         | 8      |
| 4    | Citroën Junior Team | 5      |